# Oedignatha gulosa
Oedignatha gulosa es una especie de araña del género Oedignatha, Es endémica de Sri Lanka.